# Championnat de France de rugby à XV 1963-1964
Navigation
1962-1963 1964-1965
Le championnat de France de rugby à XV de première division 1963-1964 a été disputé par 56 équipes groupées en 7 poules. À l'issue de la phase qualificative, les quatre premières équipes de chaque groupe et les quatre meilleures équipes classées cinquièmes sont qualifiés pour les 1/16e de finale. L'épreuve se poursuit ensuite par élimination sur un match à chaque tour.
La Section paloise a remporté le championnat 1963-64 après avoir battu l'AS Béziers en finale. C'est le 3e titre de Pau, les précédents avaient été obtenus en 1928 et 1946.

## Contexte
Le Tournoi des Cinq Nations 1964 est remporté par le pays de Galles et l'Écosse qui terminent à égalité.
Le Challenge Yves du Manoir est remporté par l'AS Béziers qui bat la Section paloise par 6 à 3.

## Phase de qualification
Le nom des équipes qualifiées pour les 16e de finale est en gras.
| - US Cognac - CA Lannemezan - USA Limoges - US Marmande - SC Mazamet - Stade bordelais UC - Stade montois - SC Tulle     | - SC Angoulême - FC Auch - Biarritz olympique - Castres olympique - US Dax - GS Figeac - SC Graulhet - US Montauban                   | - SU Agen - Stade dijonnais - US Foix (Foix) - FC Lourdes - Section paloise - Saint-Girons SC - RC Toulon - CS Vienne                      |
| - Stade aurillacois - CA Brive - US Carmaux - FC Grenoble - CO Le Creusot - Lyon OU - US Romans - RC Vichy               | - AS Béziers - RC Narbonne - CA Périgueux - USA Perpignan - Paris université club - SA Saint-Sever - Stadoceste tarbais - Tyrosse RCS | - Aviron bayonnais - CA Bègles - Cahors rugby - La Voulte sportif - FC Saint-Claude - AS Saint-Junien - Stade rochelais - Stade toulousain |
| - SC Albi - RC Chalon - SO Chambéry - Stade langonnais - AS Montferrand - Racing club de France - TOEC - Valence sportif | | |

## Seizièmes de finale
Les équipes dont le nom est en caractères gras sont qualifiées pour les huitièmes de finale. 
| Équipe 1              | Équipe 2          | Résultat |
| --------------------- | ----------------- | -------- |
| Section paloise       | CA Brive          | 9-6      |
| RC Chalon             | SC Mazamet        | 3-0      |
| Aviron bayonnais      | US Montauban      | 8-6      |
| Racing club de France | Castres olympique | 5-0      |
| RC Narbonne           | FC Grenoble       | 11-3     |
| Stade montois         | CA Lannemezan     | 5-0      |
| AS Montferrand        | La Voulte sportif | 5-3      |
| US Cognac             | RC Toulon         | 3-0      |
| AS Béziers            | SA Saint-Sever    | 17-6     |
| Stade aurillacois     | Valence sportif   | 9-6      |
| US Dax                | Stade rochelais   | 14-0     |
| SC Graulhet           | CA Bègles         | 11-9     |
| Stadoceste tarbais    | CS Vienne         | 11-0     |
| SC Tulle              | US Romans         | 6-0      |
| SU Agen               | SC Angoulême      | 8-6      |
| FC Lourdes            | Cahors rugby      | 13-5     |

Le CA Brive, troisième club français à l'issue des matchs de poules, est éliminé par Pau qui était sorti 30e sur les 32 qualifiés et qui sera champion de France.
Le FC Grenoble, vice-champion d'Europe est également éliminé des les seizièmes de finale.

## Huitièmes de finale
Les équipes dont le nom est en caractères gras sont qualifiées pour les quarts de finale. 
| Équipe 1           | Équipe 2              | Résultat |
| ------------------ | --------------------- | -------- |
| Section paloise    | RC Chalon             | 3-0      |
| Aviron bayonnais   | Racing club de France | 3-3      |
| RC Narbonne        | Stade montois         | 13-6     |
| AS Montferrand     | US Cognac             | 16-6     |
| AS Béziers         | Stade aurillacois     | 17-6     |
| US Dax             | SC Graulhet           | 5-0      |
| Stadoceste tarbais | SC Tulle              | 12-6     |
| SU Agen            | FC Lourdes            | 19-8     |

## Quarts de finale
Les équipes dont le nom est en caractères gras sont qualifiées pour les demi-finales.
| Équipe 1           | Équipe 2         | Résultat |
| ------------------ | ---------------- | -------- |
| Section paloise    | Aviron bayonnais | 11-6     |
| RC Narbonne        | AS Montferrand   | 11-0     |
| AS Béziers         | US Dax           | 8-3      |
| Stadoceste tarbais | SU Agen          | 6-0      |

Agen, premier club français à l'issue des matchs de poules est éliminé dès les quarts de finale.

## Demi-finales
| Équipe 1        | Équipe 2           | Résultat |
| --------------- | ------------------ | -------- |
| Section paloise | RC Narbonne        | 8-3      |
| AS Béziers      | Stadoceste tarbais | 3-0      |

## Finale
| Équipes         | Section paloise - AS Béziers |
| Score           | 14 - 0 |
| Date            | 24 mai 1964 |
| Stade           | Stadium, Toulouse |
| Arbitre         | Robert Calmet |
| Les équipes     | |
| Section paloise | Eugène Ruiz, André Abadie, Marc Etcheverry, Jean-Baptiste Doumecq, Jean-Pierre Saux, Bernard Vignette, Henri Cazabat, François Moncla, Jacques Duluc, Jean Capdouze, Jacques Clavé, Jean Piqué, Christian Rouch, Roger Lhande, Robert Toyos |
| Entraîneur      | Théo Cazenave |
| AS Béziers      | Paul Ribot, Émile Bolzan, Claude Malet, Claude Vidal, Louis Gagnière, Gérard Bonneric, Roger Gensane, Jean Salas, Pierre Danos, Michel Bernatas, Roger Bousquet, Jean Barrière, Jacques Fratangelle, Clément Grau, Paul Dedieu              |
| Entraîneur      | Raymond Barthès |
| Points marqués  | |
| Section paloise | 2 essais et 1 drop de Capdouze, 1 transformation et 1 pénalité de Toyos |
| AS Béziers      | |